# Critica della ragion pura
La Critica della ragion pura (in tedesco Kritik der reinen Vernunft) è l'opera maggiormente nota di Immanuel Kant. Pubblicata nel 1781, fu in seguito ampiamente rimaneggiata nella seconda edizione del 1787.
Con quest'opera, Kant inaugura una trilogia di opere critiche (insieme alla Critica della ragion pratica del 1788 e la Critica del giudizio del 1790), in cui la parola "critica" è da intendere come l'esame delle nostre facoltà conoscitive considerate prima che gli oggetti vengano dati (a priori).
L'opera inaugura un nuovo approccio al problema del rapporto tra soggetto conoscente e cosa conosciuta. Tale approccio, definito da Kant idealismo trascendentale, rinvia ad un'analisi delle facoltà conoscitive dal punto di vista della loro forma e non del loro contenuto. Esiste, secondo Kant, una forma di giudizio che, sulla scorta dei giudizi matematici (del tipo {\displaystyle 7+5=12}), amplia la conoscenza (è cioè sintetico), ma è universale e necessario al modo dei giudizi analitici, con ciò superando il vincolo all'esperienza dei giudizi a posteriori e la natura tautologica dei giudizi analitici.
L'approccio "critico" rinvia ad una definizione dei limiti della metafisica e ad un'inedita distinzione tra intelletto (Verstand) e ragione (Vernunft). Principi dell'attività intellettuale (o uso della ragione in senso lato) sono i concetti puri dell'intelletto (o categorie), ricavati dai giudizi formulati intorno alle intuizioni sensibili. Le categorie kantiane sono intese come funzioni logiche che operano l'unificazione del molteplice sensibile. Vertice di questi atti unificatori dell'intelletto è ciò che Kant chiama Io penso.
La conoscenza sensibile è relativa esclusivamente a fenomeni (apparenze): l'accesso alla cosa in sé (che Kant chiama noumeno) all'intelletto è preclusa. Gli oggetti della metafisica (anima, mondo e Dio) restano al di fuori di qualsiasi esperienza: alla metafisica, dunque, non può essere attribuito lo statuto di scienza. L'uso della ragione (in senso stretto) riguarda appunto queste sue tre idee (anima, mondo e Dio), che hanno però solo funzione regolativa. Nella parte dedicata alla dialettica trascendentale, Kant studia il continuo oscillare del pensiero tra opposti. La psicologia razionale si avvita su paralogismi e la cosmologia razionale su antinomie. Le pretese prove dell'esistenza di Dio (la prova cosmologica e la prova fisico-teologica) sono ricondotte da Kant alla prova ontologica di Anselmo d'Aosta, rigettata in quanto predica, attraverso un giudizio sintetico, l'esistenza di Dio a partire dal suo puro concetto (quindi attraverso un giudizio analitico), eseguendo, quindi, un "salto mortale" dalla dimensione concettuale ad una ontologica.
L'opera è così suddivisa:
- Dottrina trascendentale degli elementi
  - Estetica trascendentale
  - Logica trascendentale
    - Analitica trascendentale
    - Dialettica trascendentale
- Dottrina trascendentale del metodo

La Dottrina trascendentale degli elementi è la porzione più grande dell'opera e, in genere, la più citata.
La prima edizione è tradizionalmente indicata come A, mentre la seconda come B. Una tipica citazione dall'opera, se concerne una porzione che nella versione B è stata modificata, è del tipo A20 = B34.

## Contesto storico

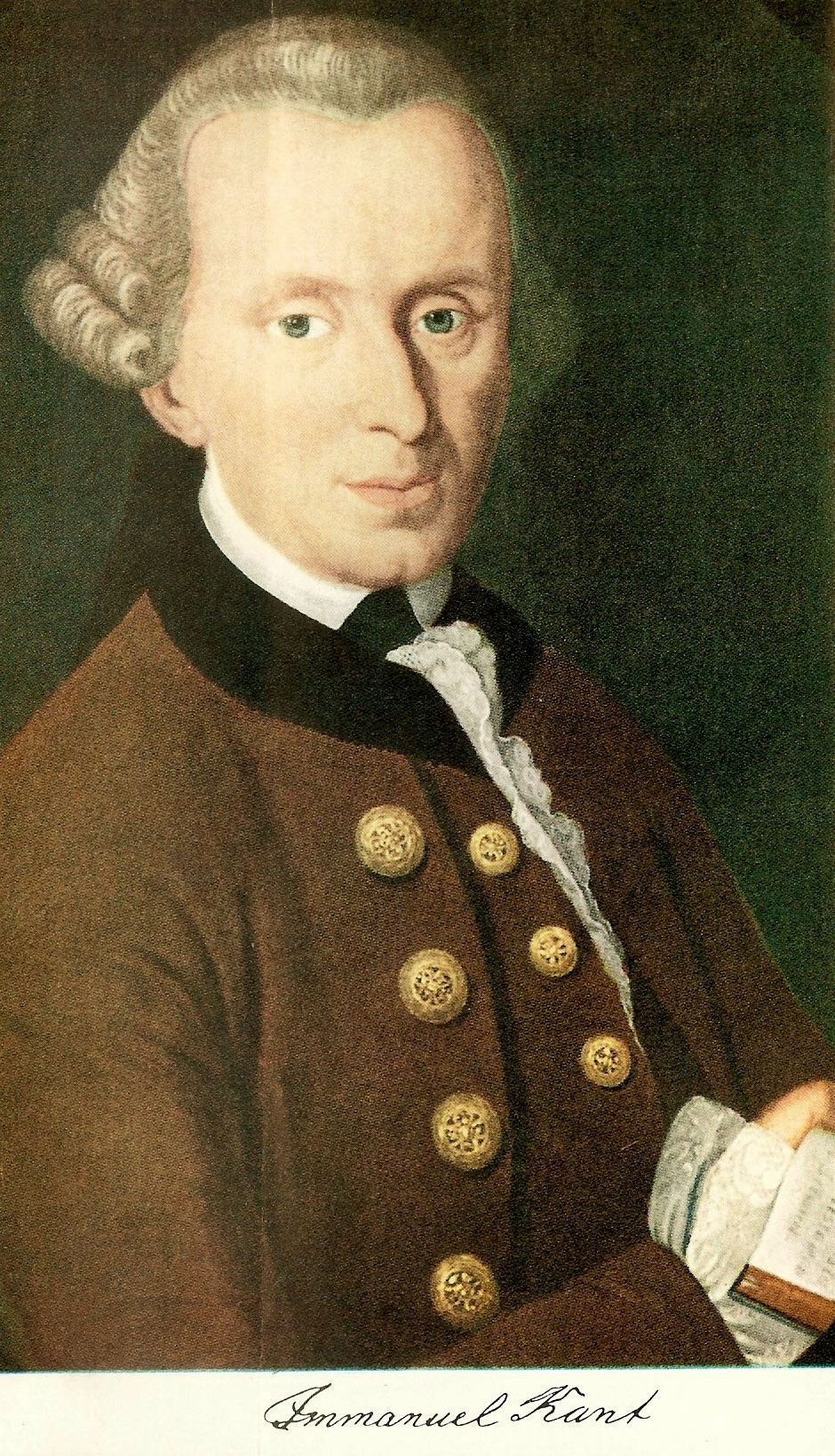
Immanuel Kant (1724-1804)

Kant visse in un periodo grandi cambiamenti nel mondo delle scienze, della matematica e della filosofia. Pur non essendo egli stesso uno scienziato o un matematico, si preoccupò, al pari di predecessori come John Locke o Cartesio, di offrire un fondamento filosofico alla nuova fisica che andava consolidandosi. Già Copernico, con l'opera De revolutionibus orbium coelestium (1543), aveva avviato la rivoluzione scientifica, superando una concezione del mondo, quella aristotelica, che aveva dominato nelle scuole per 2000 anni. Cartesio fu il primo a cercare di offrire una teoria sistematica della conoscenza che supportasse la visione copernicana del mondo.
Quando Kant dà alla luce la prima edizione della Critica della ragion pura (1781) ha quasi 60 anni ed è un professore moderatamente noto dell'Università Albertina di Königsberg. Il Settecento era stato un secolo di importanti avanzamenti scientifici, in particolare nel campo della fisica. Kant si interessa alla questione epistemologica relativa alla natura di questa accelerazione nell'espansione della conoscenza scientifica. Dev'esserci stato un qualche cambiamento, arguisce Kant, nel metodo scientifico, che ha posto la scienza in una "via sicura". Kant si chiede se un tale solido approccio potesse essere applicato anche alla metafisica, disciplina che egli così definisce:
Comparando il progresso della metafisica a quello delle scienze naturali, Kant non può che constatare quanto la prima risulti impantanata in contrasti insanabili e quanto poco sia avanzata. Avendo scritto a lungo nella tradizione di Leibniz, Kant era stato spinto dal lavoro di David Hume a porre in questione metodi e sviluppi della metafisica (lo stesso Hume aveva dichiarato di prendere in prestito il metodo sperimentale dalle scienze naturali). Il successo delle scienze naturali sembrava poi largamente basato su una interpretazione fondamentalmente deterministica della natura: caratteristiche delle leggi della natura, così come scoperte e interpretate dagli studiosi, erano insomma la causalità, l'universalità e la necessità. In questo contesto, la libertà umana, presupposto irrinunciabile per l'agire morale, sembrava messa irrimediabilmente in discussione, poiché anche le azioni umane potevano essere interpretate come assolutamente necessitate.
Le importanti scoperte geografiche avevano messo in contatto gli Europei con popolazioni variegate e nel Settecento l'antropologia era ai suoi inizi. Una tale varietà di popoli, alcuni apparentemente del tutto alieni per cultura e tradizione agli Europei, poneva la questione se la struttura del pensiero umano avesse caratteristiche universali o meno.
All'inizio del Settecento, Königsberg era culturalmente dominata dall'ortodossia luterana e da un aristotelismo eclettico. Negli anni venti, però, la religiosità prussiana era stata scossa dal diffondersi del pietismo, movimento di rinascita religiosa che rimarcava l'importanza delle virtù pratiche, dell'interiorità, a discapito dei dogmi e di una visione intellettualistica della fede. L'avanzamento scientifico, ma anche tutta la vita economica e politica delle diverse società, sembravano d'altra parte sempre più sconnessi dalle questioni di fede e ciò, secondo Kant, non mancava di porre diverse questioni anche sul fronte della teoria della conoscenza. Il mondo, inteso come creazione di Dio, poteva essere oggetto di conoscenza scientifica?
In filosofia, la Prussia era investita dal razionalismo di Christian Wolff, caratterizzato da una sistematizzazione del pensiero di Leibniz inaugurata con l'opera Pensieri razionali su Dio, il mondo e l'anima dell'uomo del 1719. I pietisti avversavano con forza le idee wolffiane, caratterizzate da un determinismo e fatalismo morali che sfioravano l'ateismo. Nel 1723, Wolff era stato cacciato dall'Università di Halle per alcune audaci osservazioni sulla morale dei cinesi, mentre il wolffiano Christian Gabriel Fischer, due anni dopo, era stato allontanato dalla Albertina.
Un'opera di conciliazione tra wolffiani e pietisti è messa in atto da Franz Albert Schultz. Giunto a Königsberg nel 1731, allievo a Halle tanto della Facoltà teologica quanto di Wolff, Schultz diviene in breve tempo la più prestigiosa figura intellettuale della città. Appoggiato da re Federico Guglielmo, è incaricato nel 1733 della direzione del Collegium Fridericianum, frequentato da Kant tra il 1732 e il 1740. Tra il 1730 e il 1740, si afferma a Königsberg la figura del wolffiano Martin Knutzen, futuro maestro di Kant.
Con la salita al trono di Federico il Grande, avverso ai pietisti, il panorama muta: Wolff è richiamato a Halle, ma la sua scuola è in declino, come del resto la sensibilità pietista. Il re riforma l'Accademia di Berlino e ne offre la presidenza a Wolff, che la rifiuta. L'incarico è affidato al francese Maupertuis, convinto assertore della sterilità della tradizione filosofica tedesca. Così, quando Kant si forma sotto Knutzen, il panorama intellettuale di Königsberg risulta ormai quasi sgombro dai contrasti dei vecchi partiti. Siamo negli anni in cui la sintesi newtoniana si afferma nel panorama delle scienze naturali. Sono anche gli anni dell'affermarsi in Prussia del pensiero di Crusius, che avversa gli eccessi deterministici di matrice leibniziana e wolffiana.
Kant si forma dunque in anni in cui il panorama intellettuale europeo è sconvolto dalle novità newtoniane e il tradizionale razionalismo prussiano rivisto alla luce dell'approccio filo-empirista di Crusius. Su queste basi, le istanze di Hume e Rousseau, con il richiamo all'importanza dell'esperienza, influenzano Kant quanto l'ambiente in cui egli si forma.

## Genesi dell'opera

### Il periodo precritico
L'impatto delle tre Critiche sulla storia della filosofia è stato così significativo che gli studiosi di Kant tradizionalmente distinguono tra una fase "precritica" della sua produzione e una fase "critica". La produzione precritica può essere approssimativamente individuata nel periodo che va dal 1747 al 1770; essa si apre con i Pensieri sulla vera valutazione delle forze vive, scritto da un Kant ventitreenne, ancora studente, e si chiude con la dissertazione De mundi sensibilis atque intelligibilis forma et principiis (nota anche come Dissertatio). Con quest'ultima opera, Kant ottiene la cattedra di logica e metafisica all'Università Albertina di Königsberg, che avrebbe tenuto poi fino al 1796, quando lascia l'insegnamento. La Dissertatio segna anche il passaggio alla fase critica, in quanto in essa Kant individua nel tempo e nello spazio due forme pure della sensibilità (Sinnlichkeit), la capacità, tema della Estetica trascendentale, che governa le intuizioni (Anschauungen) degli oggetti.
Il periodo precritico è caratterizzato da un progressivo allontanamento di Kant dal razionalismo di Leibniz e di Wolff, in direzione dell'empirismo di Hume e del sentimentalismo di Shaftesbury e Hutcheson. Il rapporto con la filosofia britannica è decisivo e anzi, nei Prolegomeni ad ogni futura metafisica (1783), Kant affermerà di essere stato svegliato da Hume da un "sonno dogmatico" (dogmatischerSchlummer).
A Hume è quindi mancato di operare quella "critica della ragione" ed è per questa ragione che il suo empirismo lo porta a conclusioni scettiche. In ogni caso, l'influenza di Hume su Kant è valutata di grande importanza da più parti, tanto che Alois Riehl ha sostenuto che "non c'è Kant senza Hume" (ohne Hume kein Kant).
A partire dal 1760, l'interesse di Kant passa dalla sfera scientifica a quella più propriamente metafisica, una riflessione già orientata ai suoi stessi fondamenti. È quindi un interesse verso la metafisica come scienza. Sono gli anni del "galante Magister", in cui Kant è sempre più visto come il La Bruyère tedesco e in cui Herder ne ammira le capacità di maestro.
Il risveglio dal "sonno dogmatico" è databile alla seconda metà del 1762, anno di pubblicazione de La falsa sottigliezza delle quattro figure sillogistiche, opera di stampo anti-leibniziano, in cui, tra l'altro, Kant afferma la primalità del giudizio sul concetto, denunciando "un errore essenziale della logica così come viene comunemente trattata, e cioè che si tratta dei concetti distinti e completi prima dei giudizi e dei sillogismi, benché i primi sono possibili soltanto mediante questi secondi". La sillogistica è definita da Kant una "atletica dei dotti" (Athletik der Gelehrten), che complica senza motivo l'analisi dei procedimenti logici. La logica formale gli appare sterile, mentre le quattro classiche figure sillogistiche sono riconducibili alla sola prima.
Nella Indagine sulla chiarezza dei principi della teologia naturale e della morale (1764), tema centrale è la differenza tra matematica e metafisica. Nel testo, inoltre, Kant afferma, contro Leibniz, che l'esistenza è un concetto empirico, non razionale, mentre sulla questione della morale, vi afferma il fondamento nel sentimento morale e non, wolffianamente, nella conoscenza. La distinzione tra conoscenza e sentimento morale (il moral sense dei sentimentalisti) è alla base della decisione di pubblicare separatamente la Critica della ragion pratica, mentre, in origine, Kant pensava ad una singola opera.

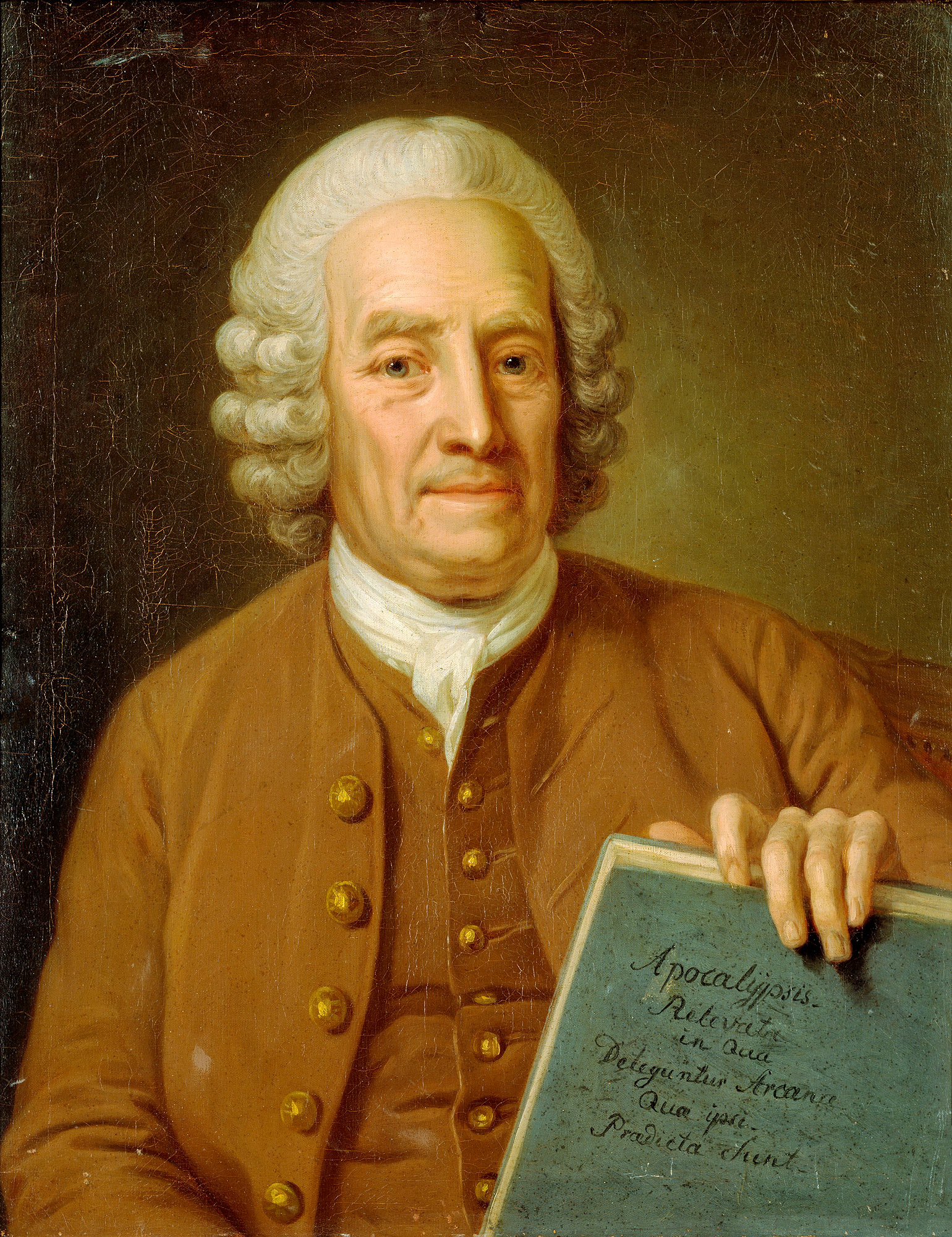
Il mistico svedese Emanuel Swedenborg (1688-1772)

Nell'opera Sogni di un visionario chiariti con sogni della metafisica (1766), Kant delinea la concezione di una nuova metafisica come "scienza dei limiti della ragione umana" e afferma che tutti i giudizi umani devono basarsi sui "concetti dell'esperienza". Il testo, destinato a valutare i presunti prodigi del mistico svedese Emanuel Swedenborg, è giudicato documento importantissimo dell'allontanamento di Kant dalle posizioni di Leibniz e Wolff, e attesta dunque la coscienza dell'invalicabilità dei limiti dell'esperienza nelle questioni metafisiche e la considerazione del sentimento per la determinazione dell'agire morale. Kant, nei Sogni, si rifà tanto a Hume (che aveva paragonato la metafisica ad una mental geography) quanto a Rousseau e alla sua vaine subtilité des argumens.
Con la breve opera Del primo fondamento della distinzione delle regioni dello spazio (pubblicato nel 1768 sulle Königsberger Trag- und Anzeigungsnachrichten) Kant supera la concezione dello spazio che aveva espresso nella Monadologia physica del 1756, secondo la quale esso sarebbe stata "conseguenza delle posizioni reciproche delle parti della materia" (concezione mantenuta anche nei Sogni); egli, anzi, inverte tale concezione e giunge a considerare "queste posizioni [...] conseguenze di quelle determinazioni". Lo spazio non può essere un "ordine di coesistenza" (com'è invece nella teoria leibniziana dello spazio relazionale): se fosse tale, parafrasa Augusto Guerra, "le relazioni che ogni parte di una cosa contrae con le altre dovrebbe esser sufficiente a spiegare tutte le proprietà spaziali della cosa". Kant, a tal proposito, introduce il concetto di "opposti incongruenti" (o "enantiomorfi"): la mano sinistra e la mano destra sono distinguibili solo per l'orientamento. Solo un ordine di coesistenza originario può dare conto del rapporto tra questi opposti. La reciprocità posizionale (il "rapporto delle cose corporee") presuppone già lo spazio, che è quindi "assoluto e originario" rispetto alla materia. Lo spazio così descritto non è ancora la forma pura di intuizione che sarà poi descritta nella prima Critica: è uno spazio di stampo newtoniano, uno spazio vuoto e originario all'interno del quale si muovono i corpi. Pure, nel testo, come notato da  Luigi Scaravelli, si accenna allo spazio come ad "una cosa puramente ideale" (ein bloßes Gedankending). Peraltro, se lo spazio dipendesse dal rapporto tra gli oggetti, tale nozione sarebbe derivata empiricamente, con ciò compromettendo l'universalità degli enunciati della geometria.

### LaDissertatiodel 1770
È però con la Dissertatio (De mundi sensibilis atque intelligibilis forma et principiis) del 1770 che prende avvio il periodo critico di Kant. In essa, conoscenza sensibile e conoscenza intellegibile sono ormai distinte in termini di natura e non più di grado. Spazio e tempo, inoltre, non sono più intesi come "principi oggettivi del mondo sensibile" (Marcucci), ma come suoi "principi formali" o "forme dell'intuizione sensibile" o "intuizioni pure". Come scrive Guerra, "le leggi della sensibilità sono perciò leggi della natura, in quanto questa può cadere sotto i sensi; ed è per tale ragione che la natura è soggetta ai precetti della geometria". Sempre nella Dissertatio appare per la prima volta la distinzione tra fenomeno (oggetto della recettività del soggetto e quindi cosa come appare al soggetto) e noumeno (oggetto della ragione e cosa in sé, in tedesco Ding an sich). Lo scritto ha una chiara impronta anti-leibniziana: per Leibniz, la differenza fondamentale tra conoscenza sensibile e conoscenza intellegibile consisteva nel fatto che la prima era intesa come confusa e la seconda come chiara; per Kant, le due forme di conoscenza hanno natura diversa (la conoscenza sensibile è puramente fenomenica), così come sono distinte le facoltà che presiedono alle due forme di conoscenza, la sensibilità e l'intelletto. Piuttosto, Kant distingue un uso logico e un uso reale dell'intelletto. L'uso logico consiste in un confronto dei dati sensibili secondo identità e opposizione. Questo lavorio costruisce l'esperienza, che è generalizzazione.
(Immanuel Kant, De mundi sensibilis atque intelligibilis forma et principiis)

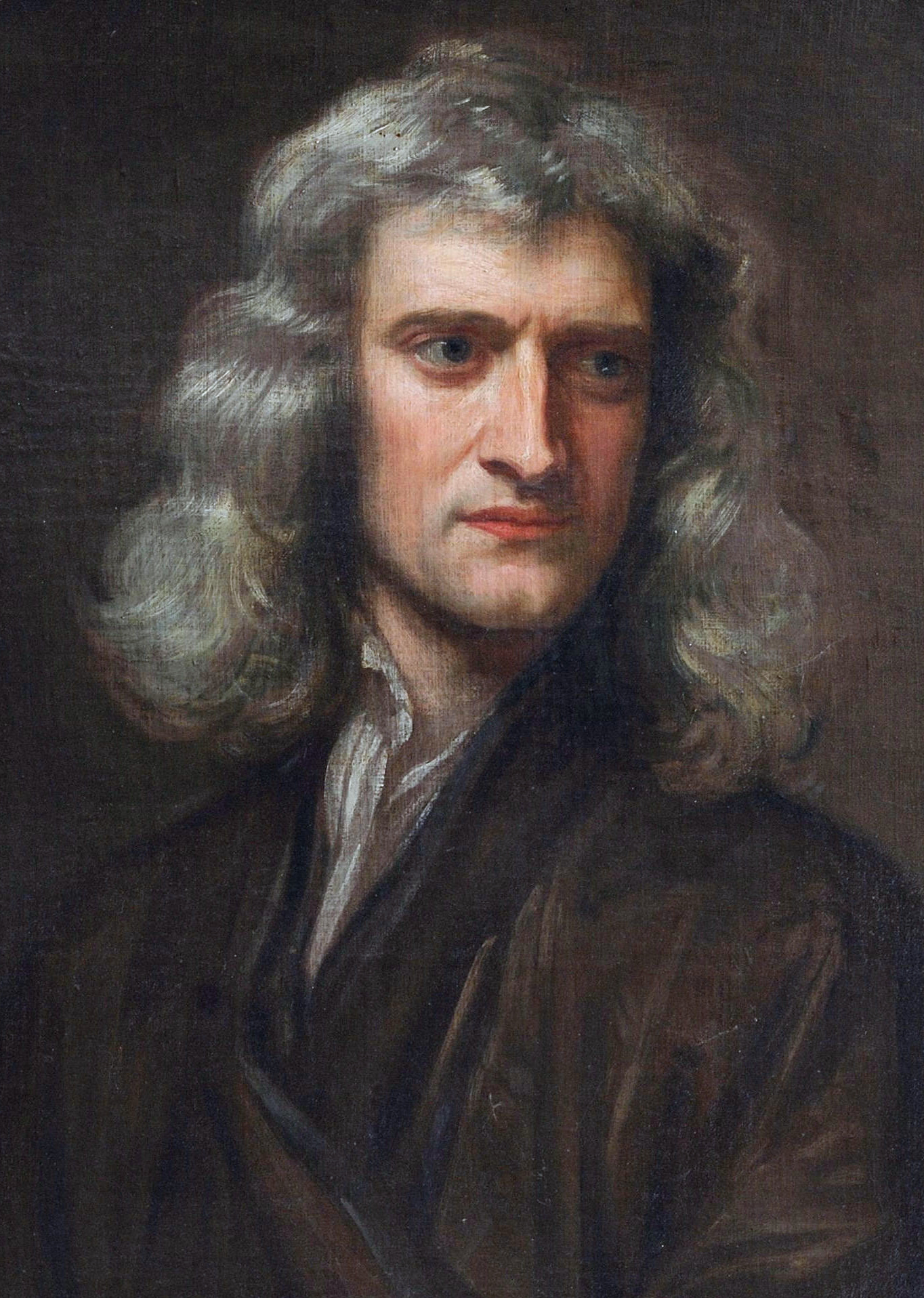
Isaac Newton (1642-1726)

L'uso reale dell'intelletto (cognitio intellectualis sive rationalis) ha per oggetto l'intellegibile, le cose in sé, il noumeno. Ma nessuna conoscenza è pensabile senza intuizioni e le intuizioni sono sempre di fenomeni. L'uso reale dell'intelletto consiste dunque in una riflessione sulle operazioni intellettuali, ma sempre "in occasione dell'esperienza"; da quest'uso si ricavano i concetti che fondano l'esperienza: sostanza, causa, possibilità, esistenza, necessità ecc.
Questo uso logico dell'intelletto è ancora ben distinto da quella che sarà poi la logica trascendentale nella Critica della ragion pura. D'altro canto, intorno al 1775, Kant si convincerà del fatto che non esiste alcun uso reale dell'intelletto, in quanto i suoi concetti puri non sono in grado di cogliere le cose in sé. L'esperienza, nella prospettiva critica matura, consisterà in una esposizione (termine da opporre ad "affezione") o "sintesi" delle cose in quanto fenomeni e l'unità dell'oggetto sarà posta in relazione non ad un trascendente principio unico del mondo ma al principio stesso dell'attività intellettuale, in quanto l'intelletto contribuisce alla costituzione dell'oggetto a partire dal dato sensibile (è questo l'uso trascendentale dell'intelletto, che, come spiega Guerra, eredita dall'uso reale l'oggettività del suo impiego e dall'uso logico il rapporto con la sensibilità e il carattere formale).
Molti elementi della Dissertatio, dunque, lasciavano l'autore insoddisfatto: nell'inviarla a Johann Heinrich Lambert (2 settembre 1770), Kant ne definiva la prima e la quarta parte un lavoro "di scarsa importanza". Tanto Lambert quanto Mendelssohn manifestarono a Kant le riserve che in loro suscitava la tesi della natura soggettiva del tempo, rimproverandogli una tendenza idealistica di stampo berkeleyano. Infatti, se nell'intelletto Kant vede quella funzione unificatrice dell'esperienza, egli, nella Dissertatio, può fondare l'unità del mondo fenomenico e il riferimento agli oggetti come sono in sé solo su una mente divina (con ciò riprendendo in parte la tesi di Malebranche). Rimaneva poco chiaro come la conoscenza intellettuale si riferisse agli oggetti, data la sua estraneità ad ogni passività, senza il ricorso ad una mente divina.

### Un decennio di riflessioni

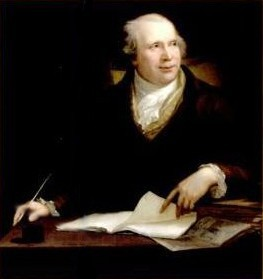
Marcus Herz (1747-1803) fu a lungo corrispondente di Kant

Nel decennio che intercorse tra la Dissertatio (con l'ottenimento della cattedra all'Albertina) e la pubblicazione della Critica della ragion pura, Kant sviluppò la propria filosofia critica e raccolse materiali. Ciò comportò un decremento significativo delle pubblicazioni; Kant diede alle stampe in quel periodo solo:
- una recensione di due pagine, pubblicata nelle Königsbergerische gelehrte und politische Zeitungen del 23 agosto 1771, di una lettura accademica tenuta a Pavia dall'anatomista Pietro Moscati sulla differenza strutturale tra animali e umani;[40]
- un articolo sulle diverse razze umane del 1777, consistente del resto nell'espansione del programma di geografia fisica del corso che Kant doveva tenere nel semestre estivo del 1775;[40]
- due articoli (per cinque pagine in tutto), pubblicati il 28 marzo 1776 e il 27 marzo 1777 nelle Königsbergerische gelehrte und politische Zeitungen e dedicati al Philantrophinum, un istituto fondato a Dessau dal pedagogista Johann Bernhard Basedow.[41]

Una lettera all'amico Marcus Herz del 7 giugno 1771 mostra l'insoddisfazione di Kant verso i contenuti della Dissertatio e attesta che a quell'epoca era già alle prese con la redazione della prima Critica:
Come si vede, già nel 1771 Kant distingueva i temi fondamentali che sarebbero stati poi al centro delle tre diverse opere critiche. In una successiva lettera a Herz, del 21 febbraio 1772, Kant ritorna sui problemi lasciati irrisolti dalla Dissertatio:
Nella stessa lettera, Kant mostra per la futura opera di propendere per una trattazione separata e di aver individuato il titolo definitivo:
Si tratta, però, di parti della medesima opera, come Kant chiarisce in un altro passaggio (10:129) della stessa lettera:
Ancora nella stessa lettera, Kant scrive (10:130) che "la chiave dell'intero segreto della metafisica [consiste in] questa domanda: Su che basi si fonda la relazione tra ciò che in noi chiamiamo 'rappresentazione' e l'oggetto?".
Ancora alla fine del 1773 Kant è ben lontano dalla conclusione, come si evince da una lettera a Herz, ma anche in questo caso spera di poter concludere forse per la Pasqua del 1774.
Un'altra fonte di informazioni sulla formazione della prima Critica è il cosiddetto Fondo Duisburg (Duisburg Nachlaß), una raccolta di manoscritti sparsi, un tempo appartenuti ad una famiglia di nome Duisburg. Da questa documentazione, si ricava che solo nel 1775 Kant iniziò ad affrontare il "segreto della metafisica", cioè la relazione tra rappresentazione e oggetto.
In un'altra lettera a Herz, stavolta del 24 novembre 1776, Kant si trova a ripetere l'auspicio di terminare entro Pasqua (del 1777). Nella lettera, però, Kant mostra di avere chiara la struttura dell'opera nella forma che avrà nel 1781. La convinzione di aver compreso e delineato gli elementi fondamentali del proprio pensiero sarà smentita dalla difficoltà espositiva incontrata negli anni successivi, che porterà ad una conclusione da parte sua sentita come provvisoria e insufficiente. Ad accrescere le aspettative nella pubblicazione sono gli ambienti letterari ed eruditi tedeschi, che si fanno sempre più pressanti e lo incitano a scrivere nuovamente, ponendo in tal modo fine al lungo periodo di assenza.
Ancora a Herz scrive il 20 agosto 1777 che conta di finire l'inverno successivo. Gli ci vorranno altri quattro inverni per poter pubblicare l'opera.

### Composizione, pubblicazione e problemi espositivi
In una lettera a Herz del 1º maggio 1781 Kant annuncia all'amico la pubblicazione dell'opera, citando l'editore (Johann Friedrich Hartknoch di Riga) e il tipografo (il signor Grunert di Halle). La stampa doveva essere cominciata nel dicembre del 1780 o nel mese successivo. Kant chiamava "operetta" la Critica della ragion pura, ma la mole era impressionante, un volume in ottavo di XXIV più 856 pagine. La dedica è al barone Karl Abraham Zedlitz, ministro di Prussia.

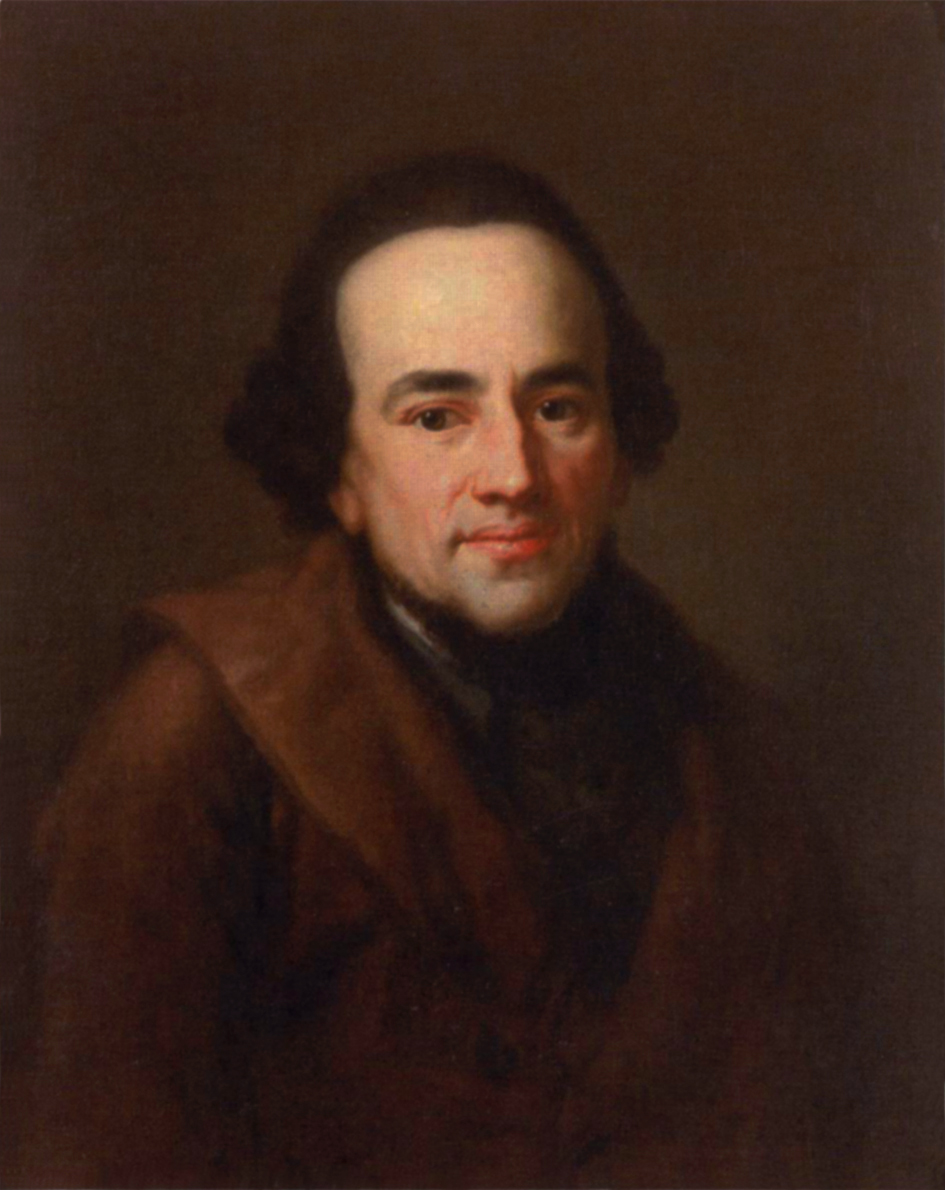
Moses Mendelssohn (1729-1786)

In una lettera a Moses Mendelssohn del 16 agosto 1783, Kant dà conto di questo periodo di gestazione della prima Critica:
I quattro o cinque mesi a cui Kant si riferisce sono databili alla seconda metà del 1780. I dodici anni di riflessione sono invece databili al periodo 1769-1780. Dalla corrispondenza si evince, secondo Norman Kemp Smith, che Kant debba essersi messo concretamente a scrivere già nel 1777.
Sempre nella lettera a Mendelssohn Kant si sofferma sulla mancata opportunità di offrire al lettore un testo più facilmente decifrabile:
In una lettera a Christian Garve del 7 agosto 1783, Kant ritorna su questo tema con parole assai simili.
Le difficoltà espositive e la scelta di fondo operata sono attestate nella stessa prefazione alla prima edizione dell'opera. A questo proposito, Kant distingue una "chiarezza discorsiva (logica) mediante concetti" e una "chiarezza intuitiva (estetica) mediante intuizioni, cioè esempi od altri chiarimenti in concreto". Kant racconta di aver inizialmente indulto al secondo requisito, che egli definisce sì "ragionevole", ma che è poi risultato insostenibile per la leggibilità dell'opera.
E, a proposito di questa alternativa tra una trattazione "popolare" (quindi ricca di "esempi e chiarimenti") e un'altra seccamente scolastica, cita l'abate Jean Terrasson:
Secondo Erich Adickes, nei quattro o cinque mesi di composizione del testo, Kant avrebbe composto un breve schizzo dell'intera opera, su cui avrebbe poi montato i contenuti dei precedenti manoscritti. Adickes opina anche che la sezione sulle antinomie sarebbe derivata da un precedente trattatello. Kemp Smith estende questa ipotesi al complesso della prima Critica.
Una importante difficoltà legata alla comprensibilità del testo è legata all'incoerenza con cui Kant utilizza i termini tecnici della metafisica e alle contraddizioni, almeno apparenti, che per questo vi si registrano, tanto che Kemp Smith giunge a dire che egli è "il meno esatto di tutti i grandi pensatori" ("the least exact of all the great thinkers"). Ciò ha costretto tutti i commentatori a tentare in vario modo di giustificare tali contraddizioni. Così, ad esempio, Edward Caird, nella sua edizione della Critica, suggerisce che nell'esposizione Kant avrebbe preliminarmente adottato un punto di vista non-critico, per poi gradatamente vertere verso le proprie soluzioni, attraverso continui aggiustamenti e modificazioni. A ciò Kemp Smith replica che le contraddizioni e l'incostanza nell'uso dei termini tecnici non diminuisce lungo il testo e non hanno quindi la loro radice nell'approccio espositivo. Secondo Kemp Smith, la Critica della ragion pura non è un lavoro unitario: Kant, nei quattro o cinque mesi del suo completamento, avrebbe non tanto scritto il testo quanto collazionato blocchi di testo manoscritto prodotti in varie fasi del decennio di riflessione. In definitiva, secondo Kemp Smith, al lavoro di collazione si sarebbe aggiunta un'opera di giunzione, con testi supplementari e leggere modificazioni per connettere le diverse parti.
Il carattere fondamentale della contraddittorietà insita nell'opera è attribuito da Kemp Smith al valore stesso di Kant in quanto filosofo, cioè alla sua capacità di accogliere i problemi con dedizione ed equanimità. Il metodo di lavoro di Kant sarebbe insomma consistito nel vagliare approfonditamente ogni ipotesi, cercando di valorizzarle tutte. Scrive Kemp Smith:
(Kemp Smith, p. XXIII)
Dato che la speranza di concludere in pochi mesi è più volte reiterata da Kant, è possibile ipotizzare, arguisce Kemp Smith, che il filosofo avesse già a disposizione un abbozzo dell'opera ben prima del 1780, almeno per le parti relative all'estetica, alla dialettica e alla dottrina del metodo. Tale abbozzo avrebbe cambiato direzione in più occasioni, soprattutto in relazione ai problemi determinati dalla sezione sull'analitica trascendentale, quelli che più di tutti ritardarono così a lungo la pubblicazione.
Non esiste, del resto, un manoscritto della prima Critica e gli appunti non sono datati. È dunque impossibile sapere con certezza se Kant abbia riflettuto 12 anni e poi scritto il testo in qualche mese o se invece in questo stesso periodo egli abbia piuttosto collazionato materiali scritti lungo il periodo di riflessione. Come scrive Paul Guyer, "Al di là di quanto ci abbia messo Kant a scrivere il libro, tanto l'importanza dei suoi contenuti quanto la difficoltà di comprenderlo sfidano da sempre i lettori".
Kemp Smith osserva anche che nel passaggio dalla prima alla seconda edizione della prima Critica, le modifiche di Kant sono consistite soprattutto in integrazioni e aggiunte piuttosto che in rimozioni. Le rimozioni di passaggi nella nuova edizione sono relativamente rare e tutte tese a sfuggire ai fraintendimenti cui la prima edizione aveva dato adito. Questa propensione ad una scrittura "cumulativa" piuttosto che "selettiva" avrebbe determinato il sovrapporsi di significati diversi per lo stesso termine usato in luoghi diversi del testo.
Sono state avanzate varie ipotesi (fondate soprattutto dall'analisi del Fondo Duisburg, il cui nucleo centrale è del 1775) sull'ordine di composizione di alcune parti dell'opera. In particolare, Luigi Scaravelli, ripreso da Silvestro Marcucci, ha ipotizzato che i temi della deduzione metafisica, della funzione unificatrice dell'intelletto (deduzione trascendentale) e dell'analitica dei principi, presentati in quest'ordine nel testo, sono stati composti nell'ordine inverso. Da ciò consegue, come nota sempre Scaravelli, "che certe pagine non possono essere capite altro che se si conosce già il contenuto di quelle che verranno dopo". Kemp Smith osserva poi che la stessa introduzione alla prima edizione ha un carattere semi-critico, in quanto sarà stata sì scritta dopo che una forma seminale dell'analitica trascendentale era già stata approntata, ma prima che i maggiori problemi ad essa relativi fossero stati risolti.
Nel complesso, la comprensibilità della Critica della ragion pura passa da una lettura e rilettura del testo, dal rapporto tra le parti, dalla differente datazione delle parti, simili a sedimenti geologici, nonché dal riferimento alle numerose annotazioni manoscritte, evidentemente destinate ad una fruizione unicamente individuale, in quanto prive di precisi schemi espositivi e terminologie fisse. La libertà strutturale delle bozze preparatorie venne però meno nel manoscritto definitivo: lo stile di scrittura scelto da Kant, caratterizzato dal rigore dell'analisi concettuale astratta, rappresenta un cambiamento ed un'evoluzione nella personalità dell'autore così come del suo pensiero, continuamente in via di sviluppo.
In gran parte dei lettori prevale tuttavia l'impressione che la forma espositiva scelta piuttosto che agevolare la comprensione e la fruizione del pensiero, le ostacoli, apparendo la naturale espressività di Kant, presente negli scritti antecedenti, irrigidita per via della preoccupazione e attenzione rivolte alla precisione della terminologia, alla suddivisione dei concetti e all'esattezza delle definizioni. Egli stesso rivela in una nota di diario quanto il metodo della sua esposizione abbia una forma svantaggiosa e sia molto diverso dal tono del genio, inteso quest'ultimo, secondo la dottrina in seguito sviluppata nella Critica del giudizio, come "il talento (dono naturale) che dà regola all'arte", in possesso di capacità non acquisibili tramite lo studio e non insegnabili.
La rinuncia ad uno stile più libero e mediato da espedienti linguistici è, come sostiene nella prefazione alla prima edizione, necessaria e inevitabile al fine di poter raggiungere una comprensione complessiva  della filosofia trascendentale, in grado di permettere una visione d'insieme, da cui poi apprendere i singoli elementi.
A tale organizzazione dell'opera, esteriormente chiara, dotata di uno schema precisamente tracciato in tutti i suoi tratti, si aggiungono dubbi e questioni concernenti i concetti trattati, che risultano sottoposti a definizioni dinamiche, non a premesse statiche, nel corso del libro. I concetti mutano, si evolvono e maturano a seconda del luogo in cui compaiono nella progressiva costruzione sistematica dell'insieme. Per comprendere e non fraintendere la grandezza dell'opera, risulta dunque necessario abbandonare la convinzione che il significato di un determinato concetto portante sia esaurito alla prima definizione, favorendo una visione più ampia, legata strettamente al processo evolutivo della filosofia di Kant, che si rivela costantemente in fieri e in fase di progresso. Osserva Günther Jachmann:
E proprio come nelle lezioni universitarie a Königsberg, anche nella Critica della ragion pura i termini seguono un percorso di sviluppo che rende impossibile accettare come definitiva la prima definizione.

## Obiettivi fondamentali e organizzazione dell'opera
La Critica della ragion pura è la prima e la più grande delle tre opere critiche scritte da Kant. Il termine critica (dal greco κρίσις, krisis, a sua volta dal verbo κρίνω, krino, 'separo', 'divido', ma anche 'decido') è qui inteso nel senso di 'analisi', 'disamina'.
In particolare, nella prima Critica Kant pone tre questioni fondamentali:
- Cosa può conoscere la ragione indipendentemente dall'esperienza?
- È possibile una conoscenza metafisica? Le grandi questioni poste dalla metafisica hanno senso? E sono decidibili?
- Quali sono i limiti dell'uso della sola ragione? È possibile conoscere le cose in sé stesse?

Kant proverà a dimostrare che:
- è possibile conoscere i principi primi che sottostanno ad ogni possibile esperienza; in altre parole, esistono giudizi sintetici (cioè produttivi) a priori (in quanto precedono ogni esperienza);
- questi principi non offrono alcuna conoscenza se non nell'ambito delle cose che possiamo esperire (quindi non Dio o l'anima);
- oggetti come Dio e l'anima possono essere oggetto di una credenza razionale, almeno in quanto essi sono necessari per l'agire morale; in altre parole, le idee di Dio e anima rappresentano "condizioni di possibilità dell'agire morale e persino della trasformazione morale del mondo naturale piuttosto che condizioni per l'esperienza del mondo naturale".[73]

In sintesi, dunque, la Critica della ragion pura analizza l'esistenza, la validità e i limiti della conoscenza indipendente dall'esperienza; a tal fine, Kant pone la ragione d'innanzi ad un "tribunale", ossia sottopone a giudizio la ragione (anche se tuttavia la ragione, in tale giudizio, è sia imputato sia giudice, in quanto essa è l'unico mezzo che l'uomo ha per giudicare).
La critica è dunque una disciplina propedeutica. Essa è "il sistema di tutti i principi della ragion pura", ma rappresenta il disegno della conoscenza umana a priori piuttosto che la sua analisi completa.
Originariamente, Kant prevedeva di trattare nella prima Critica la capacità della ragione umana di conseguire conoscenza oggettiva tanto nel campo delle scienze naturali (leggi di natura) quanto in quello della morale (legge morale). Del resto, già quasi fin dagli inizi della propria carriera filosofica, intento di Kant era stato conciliare la realtà della libertà umana con le verità delle moderne scienze naturali.
Nel complesso, il criticismo kantiano può essere visto come una risposta ai difetti del razionalismo e dell'empirismo. Razionalisti come Cartesio, Spinoza e Leibniz ritengono che la conoscenza provenga sostanzialmente dall'intelletto (anche se in ciascuno è diverso il modo di rapportare intelletto e sensibilità): l'intelletto sarebbe insomma in grado, secondo i razionalisti, di cogliere verità sulla realtà sulla base di idee innate e senza il concorso dell'esperienza. Il cogito ergo sum cartesiano è forse l'esempio più classico di questo punto di vista. Quanto al rapporto tra sensibilità e intelletto, Cartesio riteneva che la prima sostanzialmente ostacolasse il secondo. Leibniz giudicava la conoscenza sensibile una forma confusa di pensiero. Gli empiristi britannici (Locke, Berkeley e Hume) ritenevano invece che l'intelletto da solo non fosse in grado di accedere alla realtà e che fosse piuttosto deputato a operare su idee comunque fondate sull'esperienza e generate da processi come l'associazione, la comparazione, l'astrazione e la deduzione. Locke riteneva, come Aristotele, che la mente fosse alla nascita una tabula rasa e che i processi mentali sorgessero dallo stimolo sensoriale. Egli però accettava diversi punti di vista cartesiani, come l'esistenza di Dio e dei corpi, nonché il principio di causalità; inoltre, pur ammettendo la fallibilità della conoscenza umana della realtà, ammetteva la possibilità della scienza. Berkeley giunge invece a negare realtà alla materia e a rigettare del tutto il dualismo cartesiano tra piano logico e piano ontologico, approdando ad un idealismo metafisico, secondo cui la realtà è uno stato mentale. Berkeley manteneva però ancora la credenza nell'esistenza di Dio e l'idea che la mente fosse una sostanza. Hume, dal canto suo, appare come il più radicale tra gli empiristi e il suo scetticismo giunge a includere, oltre ai corpi, anche Dio e la mente. Ed è proprio in risposta al radicalismo humeano che Kant avvia il proprio progetto critico.
È attraverso la scoperta di una conoscenza sintetica a priori che Kant cerca di superare l'alternativa tra razionalismo ed empirismo. Tale conoscenza radica nel soggetto: l'idealismo trascendentale di Kant è la posizione che vede ogni conoscenza teoretica relativa alle sole apparenze, mentre le cose in sé sono inconoscibili. Questo virare verso il soggetto (la rivoluzione copernicana di Kant) è la base per conciliare la visione di un mondo regolato da leggi naturali e la libertà morale dell'uomo.

### Scomposizione ed esame del titolo dell'opera
- Critica (Kritik) = analisi delle condizioni di validità e legittimità[81]
- della (der) = sta ad indicare la critica sia come data sia come ricevuta, nel senso che l'analisi è operata dalla ragione sulla ragione stessa[82]
- pura (reinen) = perché assolutamente a priori, cioè indipendente dalla conoscenza ottenuta attraverso l'esperienza sensibile
- ragione (Vernunft) = considerata in senso lato come "facoltà che dà i principi della conoscenza a priori"

Per "critica", in ambito kantiano, si intende quell'atteggiamento filosofico che consiste nell'interrogarsi programmaticamente circa il fondamento della conoscenza umana e il suo rapporto con le cose (il dato fenomenico). A questo scopo, Kant rimarca la potenzialità auto-riflessiva della ragione, con l'obbiettivo di chiarire la possibilità della conoscenza (ovvero le condizioni che ne permettono l'esistenza), la validità (ovvero i titoli di legittimità o non-legittimità che le caratterizzano) e i limiti (ovvero i loro confini di validità).
In questo senso, la critica operata dalla ragione su sé stessa è un processo immanente, in quanto la ragione stessa è immanente a qualunque sua propria operazione, ma anche trascendentale, in quanto suo obbiettivo è offrire una descrizione formale delle condizioni di possibilità di azione e di progresso della ragione.

### Struttura dell'opera
L'opera è divisa in due parti, la Dottrina trascendentale degli elementi e la Dottrina trascendentale del metodo. Questa divisione è ereditata dalla tradizione della trattatistica metafisica dell'epoca. Nelle sue lezioni di logica, Kant illustra la funzione delle due partizioni: "Mentre la Dottrina degli elementi, in logica, ha per contenuto gli elementi e le condizioni della perfezione di una conoscenza, la Dottrina generale del metodo invece, come seconda parte della logica, ha da trattare della forma di una scienza in generale, ovvero del modo di connettere il molteplice della conoscenza in una scienza".
La Dottrina trascendentale degli elementi è a sua volta divisa in una Estetica trascendentale e una Logica trascendentale. La sezione dedicata all'estetica, che rappresenta un'espansione di contenuti sviluppati a partire dalla Dissertatio.
Di seguito è illustrata l'articolata partizione dell'opera, con alcuni rinvii ai principali punti trattati:
- Dottrina trascendentale degli elementi
  - Estetica trascendentale (studio della sensibilità e delle intuizioni pure di spazio e tempo)
    - Esposizione metafisica (confutazione delle concezioni di spazio e tempo secondo Locke, Newton e Leibniz)
    - Esposizione trascendentale (fondazione delle matematiche su spazio e tempo)

  - Logica trascendentale
    - Analitica trascendentale (studio dell'intelletto – Verstand – e delle sue forme a priori)
      - Analitica dei concetti (studio della legittimità delle categorie e delle loro caratteristiche)
        - Deduzione metafisica (dimostrazione che il numero delle categorie corrisponde al numero dei giudizi)[89][90]
        - Deduzione trascendentale (giustificazione dell'utilizzo delle categorie per unificare le intuizioni empiriche)

      - Analitica dei principi (studio dell'applicazione delle categorie alle intuizioni empiriche tramite gli schemi temporali)
        - Schematismo
        - Sistema dei principi dell'intelletto puro
        - Fondazione della distinzione tra fenomeno e noumeno
        - Anfibolia dei concetti di riflessione

    - Dialettica trascendentale (studio della ragione – Vernunft – e dell'erroneo utilizzo delle categorie nella formazione delle idee)
      - Paralogismi della ragione pura (psicologia razionale)
      - Antinomia della ragione pura (cosmologia razionale)
      - Ideale della ragione pura (teologia razionale)
      - Appendice
- Dottrina trascendentale del metodo
  - Disciplina della ragione pura
  - Canone della ragione pura
  - Architettonica della ragione pura
  - Storia della ragione pura

## Due prefazioni e due introduzioni
Stanti le importanti differenze tra la prima e la seconda edizione della Critica della ragion pura, non sorprende che importanti differenze sussistano anche tra la prima e la seconda prefazione, da un lato, e la prima e la seconda introduzione, dall'altro.
Le due prefazioni hanno tenori e contenuti ben distinguibili. La prima rimarca i rischi di una ragione che ecceda i propri limiti; la seconda le opportunità di una ragione che sappia tenersi entro detti limiti. La seconda, in particolare, ha uno stampo marcatamente "epistemologico".

### Prefazione alla prima edizione
La prefazione alla prima edizione comincia così:
La ragione (Vernunft) è intesa come una capacità, una facoltà (Vermögen). Esiste nella Critica della ragion pura un duplice uso del termine "ragione", un senso lato e un senso stretto. In senso lato, la ragione è la capacità umana di pensare in accordo ai principi logici, non importa quale sia il suo oggetto. Per Kant, questo ragionare consiste sostanzialmente nella scoperta delle condizioni delle cose. In senso stretto (e l'incipit della prima prefazione si riferisce a questo senso stretto), la ragione è la facoltà umana che aumenta la conoscenza umana semplicemente attraverso puri concetti.
La ragione (sensu lato) "muove da proposizioni fondamentali, il cui uso è inevitabile nel corso dell'esperienza ed insieme è da questa sufficientemente convalidato". Ma questa stessa facoltà, il cui utilizzo è così utile nella vita di tutti i giorni, partendo da quelle proposizioni fondamentali "sale sempre più in alto [...], a condizioni più remote". La ragione in senso lato e in senso stretto sono dunque la stessa facoltà applicata a oggetti diversi. Questa "ascensione" della ragione verso luoghi remoti consiste in un risalire nella catena delle condizioni. Dal canto suo, l'esperienza non ci offre che conoscenza parziale: di un evento nel tempo non ci è noto ciò che lo precede e ciò che gli succede; di un oggetto percepito non ci è noto il groviglio di relazioni che lo lega agli altri oggetti. Analogamente, se mi formo il concetto di qualcosa (per esempio, il concetto di un gatto), tale concetto esprime più dell'esperienza di un singolo gatto (in quanto si riferisce a tutti i gatti), ma anche meno (perché astrae da dimensioni, specie, età, collocazione nello spazio e nel tempo ecc.). La parzialità caratterizza anche i nostri concetti. Il concetto di causa, ad esempio, è parziale in quanto astratto (non specifica quando, come o cosa sia stato causato da cosa). L'astrattezza e la parzialità caratterizzano, dunque, tanto le esperienze immediate quanto i concetti, in quanto essi ci sono noti separati dalla totalità delle condizioni.
Ora, la ragione, per sua propria natura, non può accontentarsi che di questa totalità delle condizioni (o "incondizionato"). Già Cartesio e Leibniz avevano legato la possibilità di una scienza alla possibilità di questa totalità. È questa ricerca della totalità che spinge la ragione sempre più in là: "[...] poiché si accorge, che a questo modo la sua attività deve rimanere ognora senza compimento, poiché le questioni non cessano mai di ripresentarsi, essa si vede allora costretta a rifugiarsi in proposizioni fondamentali, che oltrepassano ogni possibile uso di esperienza [...]." Avendo caratterizzato come parziali tanto le esperienze quanto i concetti, non possiamo che concludere che i principi della ragione pura (cioè la ragione in senso stretto) o le entità che postula (anima, mondo e Dio) siano privi di un legittimo significato, in quanto non possono essere oggetto né dell'esperienza né della conoscenza. A queste altezze, infatti, la ragione "cade in oscurità e contraddizioni, dalle quali a dire il vero può inferire, che alla base debbono sussistere da qualche parte errori nascosti; essa non può tuttavia scoprirli, poiché le proposizioni fondamentali, di cui si serve, non riconoscono più alcuna pietra di paragone nell'esperienza, dal momento che oltrepassano il confine di ogni esperienza".
Scopo della Critica della ragion pura sarà allora individuare a) il confine tra ragione in senso lato e ragione in senso stretto, b) cos'è essenziale per il funzionamento della ragione in senso lato e c) cosa "assedia" la ragione in senso stretto.

### Prefazione alla seconda edizione
La prefazione alla seconda edizione si apre con queste parole:
La risposta di Kant è recisamente negativa. La metafisica (che nella prefazione alla prima edizione era stata definita come "il campo di battaglia di [...] contrasti senza fine") procede ancora "a tastoni" e "deve spesso ritornare di nuovo indietro e prendere un'altra strada".
Per chiarire cosa intenda per "via sicura di una scienza", Kant fa riferimento a tre discipline: la logica, la matematica e la fisica.
Che la logica abbia seguito la via sicura delle scienze è mostrato dal fatto che dai suoi inizi, con Aristotele, "non ha dovuto fare alcun passo indietro". Il suo successo, d'altra parte, è dovuto fondamentalmente ai suoi limiti, al fatto che essa è "autorizzata, anzi obbligata, ad astrarre da tutti gli oggetti della conoscenza e dalle loro differenze". Essa non è quindi che "il vestibolo delle scienze".
Matematica e fisica sono invece "le due conoscenze teoretiche della ragione, che debbono determinare a priori i loro oggetti", la prima in modo del tutto puro, la seconda in modo non del tutto puro. A questo punto, Kant traccia una breve storia dei progressi della matematica, dai tempi in cui "ha continuato a brancolare (soprattutto presso gli egiziani)" fino a quando è intervenuta una "rivoluzione, messa in opera dalla felice idea di un unico uomo", quel Talete che, secondo la leggenda tramandata da Diogene Laerzio, scoprì per primo le proprietà del triangolo isoscele. Questa rivoluzione consisté in ciò:
La geometria, dunque, non è né una scienza empirica né un processo puramente concettuale (poiché nessuna analisi del concetto di triangolo potrebbe mai offrire informazioni sui suoi angoli). Le dimostrazioni geometriche procedono invece per costruzione, a partire dal concetto della figura.
Kant passa poi ad analizzare gli esordi delle scienze naturali. In questo campo, la rivoluzione fu, secondo Kant, assai più lenta, ma sempre riconducibile ad una rivoluzione di pensiero (Revolution ihrer Denkart). E qui Kant, dopo aver ricordato Bacone di Verulamio, cita Galileo Galilei, Evangelista Torricelli e Georg Ernst Stahl in uno dei passi più celebri della prima Critica.
Per immettere la scienza in una via sicura (sichere Gang o sichere Weg) non può insomma essere sufficiente raccogliere una serie di osservazioni casuali. Le osservazioni avranno senso solo se iscritte in un quadro teorico che le precede. Gli esperimenti di Galileo mostrano il desiderio di controllare le variabili e ciò attraverso una idealizzazione della natura. L'esperimento è un evento artificiale, costruito, e la natura può essere conosciuta solo alla luce di principi razionali. Come chiarirà Kant nella Critica del giudizio, l'esperienza intesa come esperienza metodica e organizzata è detta osservazione attiva, perché avviene in base ad un "filo conduttore" (Leitfaden). L'esperienza metodica è "una assoluta unità di rappresentazione", mentre la materia è "una molteplicità di cose", incapace di per sé di offrire alcuna "unità determinata".
La metafisica, che fino a Kant è stata teatro di grande discordia, deve ora provare a cercare la propria "via sicura" al modo della matematica e delle scienze naturali. Analogamente a quanto accade in queste discipline, oggetto della metafisica dovrà essere la stessa attività della ragione.

#### La rivoluzione copernicana in Kant

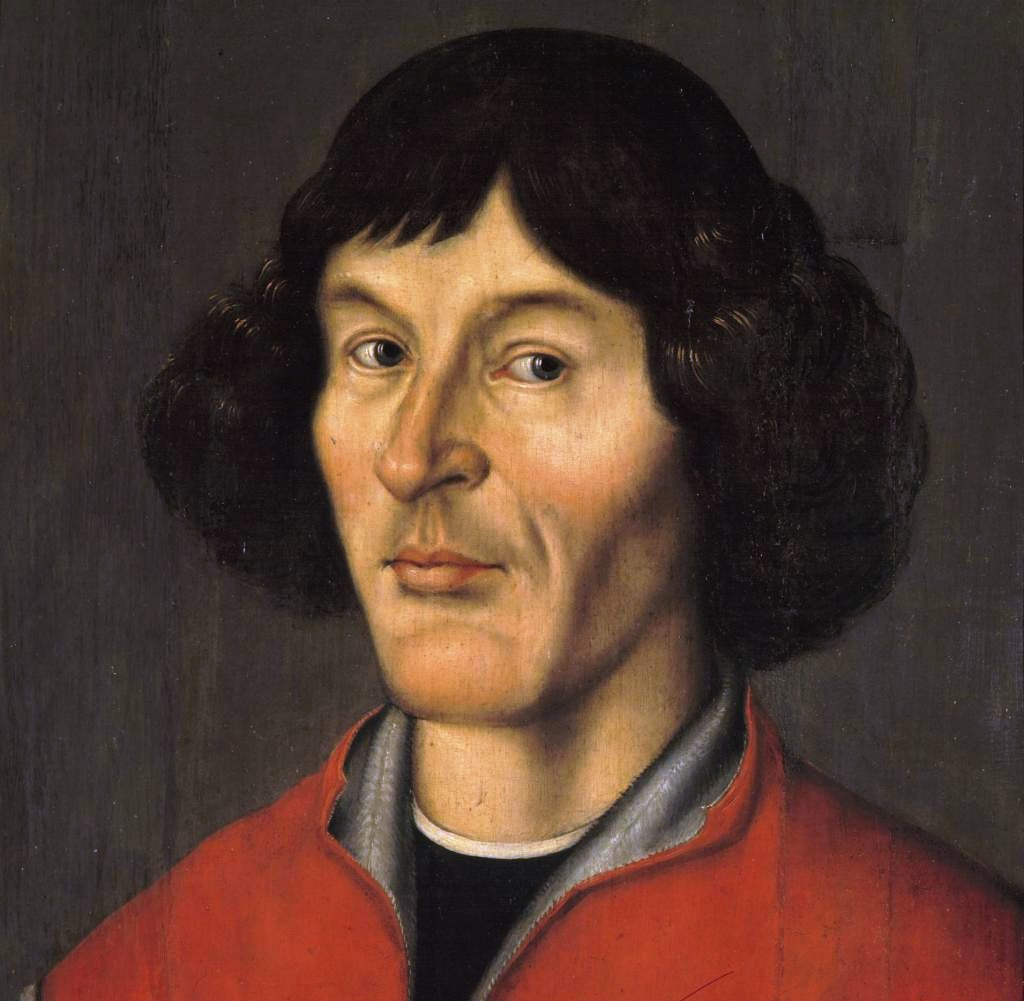
Niccolò Copernico (1473-1543)

Nella prefazione alla seconda edizione della Critica della ragion pura (1787), Kant associa la propria "rivoluzione" in campo gnoseologico alla rivoluzione operata da Copernico in campo astronomico. Nelle parole di Kant:
Copernico aveva rovesciato il punto di vista, suggerendo che non siamo noi ad essere fermi e ad avere intorno corpi in moto circolare, ma che è il nostro movimento ad avere per effetto il moto apparente degli astri. Analogamente, Kant suggerisce che il soggetto dell'esperienza non è passivo, non si conforma all'oggetto (come suggerisce il senso comune), e che la conoscenza costituisce il proprio oggetto. La conoscenza scientifica, dunque, non ha bisogno di conformarsi e regolarsi su oggetti "considerati nella loro assoluta realtà" (Marcucci). Il piano dei fatti e il piano della teoria non sono separabili.
La rivoluzione gnoseologica in Kant rappresenta il tentativo di risolvere una serie di problemi posti dalla distinzione tra fenomeno e noumeno, esposta nella Dissertatio del 1770. Infatti, se la conoscenza può riferirsi solo al dato fenomenico, i giudizi a priori potranno essere solo analitici; se anche poi si potessero dare dei giudizi sintetici a priori, rimarrebbe impossibile concepire la validità di una conoscenza relativa ad oggetti che sono dati come separati dal soggetto; infine, dall'assunto che i giudizi sintetici a priori vanno intesi come forme e funzioni del soggetto, sembra possibile derivare che alla conoscenza, inclusa quella scientifica, sia preclusa ogni oggettività.
La soluzione di Kant rinvia ad una "radicalizzazione dell'inconoscibilità del noumeno" (Moravia). Se, nella Dissertatio, il noumeno era ancora oggetto della conoscenza intellettuale, nella Critica della ragion pura tale possibilità è esclusa, in quanto la conoscenza degli oggetti è possibile solo in quanto essi sono fenomeni (non dunque in quanto cose in sé). La rivoluzione copernicana di Kant va intesa come il passaggio da ciò che Kant chiama "realismo trascendentale", ossia la dottrina che guarda a spazio e tempo come "qualcosa di dato in sé (indipendentemente dalla nostra sensibilità)", all'idealismo trascendentale, il sistema (che riflette la dottrina kantiana) in cui tutte le apparenze "vengono considerate come semplici rappresentazioni e non come cose in se stesse, e conformemente al quale tempo e spazio sono soltanto forme sensibili della nostra intuizione, non già determinazioni date per sé, o condizioni degli oggetti come cose in se stesse". È infatti trascendentale "[...] ogni conoscenza che si occupa non di oggetti, ma del nostro modo di conoscenza degli oggetti, in quanto questa deve essere possibile a priori".
Questo cambiamento di prospettiva è teso a contrastare il tradizionale approccio "adeguazionistico" o tesi "del rispecchiamento", consistente nell'idea che la conoscenza di un oggetto consista nel rispecchiamento nell'intelletto delle caratteristiche oggettive del dato conosciuto. Più in particolare, tanto i razionalisti quanto gli empiristi (gli uni e gli altri vittime dell'abbaglio del realismo trascendentale) aderiscono al "paradigma teocentrico della conoscenza" (Allison). L'assunto di fondo di questo paradigma è che "la conoscenza umana vada misurata e valutata nei termini della sua conformità (o non conformità) alla norma di una conoscenza divina postulata come perfetta" (Allison). In questa prospettiva, le cose in sé sono gli oggetti della divina cognizione. Realisti trascendentali, dal punto di vista di Kant, sono di certo razionalisti classici come Spinoza, Malebranche e Leibniz, in quanto essi suppongono che la conoscenza umana possa in alcuni casi (come avviene per la matematica) approssimarsi alla conoscenza divina. Ma anche gli empiristi possono essere ritenuti realisti trascendentali, in quanto essi, pur negando che l'uomo abbia accesso ad una conoscenza quale quella pretesa dai razionalisti, questa stessa conoscenza ideale ritengono genuina e autentica, se solo fosse raggiungibile. Razionalisti ed empiristi condividono dunque il paradigma teocentrico, mentre il paradigma kantiano è antropocentrico e in questo consiste la sua "rivoluzione copernicana". In termini più generali, tanto i razionalisti quanto gli empiristi asseriscono che la fondatezza della conoscenza dipenda dal mondo esterno fuori dal sé.
Se, dunque, supponiamo, che siano gli oggetti a conformarsi alla conoscenza, è possibile postulare una conoscenza sintetica a priori, "ma solo", come scrive Augusto Guerra, "nell'ambito di ciò che è positivamente esperibile da[lle facoltà conoscitive]. O non vi è dunque alcuna metafisica o vi è soltanto una metafisica dell'esperienza".
Il noumeno, però, inteso come concepibilità della cosa in sé, è "inevitabile": si è cioè rinviati a tale nozione da quella stessa di fenomeno. In altre parole, le cose in sé stesse (Dinge an sich) sono condizione necessaria delle apparenze. Sarebbe assurdo pensare che alle apparenze non corrispondesse nulla che appaia. D'altra parte, lungo la prima Critica, Kant è mosso da due diverse e opposte tendenze, una soggettivista e una fenomenista: nel primo caso, tende a guardare alle apparenze come modificazioni della sensibilità; nel secondo caso, il carattere autonomo, indipendente dalla mente umana, delle apparenze è accentuato. L'inevitabilità del noumeno avrà peraltro un importante risvolto nella Critica della ragion pratica, in quanto la ragion pratica, indipendente dall'esperienza, può legittimamente fare affermazioni sulle cose in sé. Il principio di causalità e uno stretto determinismo sono validi solo per le apparenze e ciò vale anche in relazione al soggetto che esperisce sé stesso. Considerato come cosa in sé, non è contraddittorio considerare l'uomo libero dalla concatenazione deterministica di cause ed effetti.
Peraltro, la restrizione secondo cui la conoscenza teoretica è ristretta al campo delle esperienze possibili, quindi al campo delle apparenze, si applica anche alla conoscenza di sé. Nelle pagine dell'edizione del 1787 dedicate alla deduzione trascendentale (§25), Kant infatti scrive:
Questo assunto è fondamentale per comprendere la valutazione critica che Kant opera nella Dialettica trascendentale intorno alle pretese della psicologia razionale intorno all'anima, della cosmologia razionale intorno alla natura e della teologia razionale intorno a Dio. Per quanto noi non possiamo conoscere noi stessi, la natura e Dio, possiamo però pensare queste cose senza contraddizione su un piano pratico. In uno dei più celebri passaggi della prima Critica, Kant scrive:
L'abbandono della metafisica trascendente dei razionalisti lascia spazio ad una metafisica immanente sul piano speculativo e ad una nuova metafisica dei costumi sul piano pratico. Nell'Analitica trascendentale Kant difenderà questa metafisica immanente, mentre nella Dialettica trascendentale attaccherà ogni forma di metafisica trascendente.
Dato che la rivoluzione di Copernico sottrasse al pianeta Terra e all'essere umano il loro ruolo preminente, mentre la rivoluzione copernicana in Kant ha, all'opposto, il sapore di una metafisica antropocentrica, Kemp Smith osserva che essa potrebbe forse essere meglio definita come una rivoluzione tolemaica. Il carattere tolemaico (o anti-copernicano) della rivoluzione kantiana era già stato rimarcato da Thomas Hill Green, James Hutchison Stirling e Samuel Alexander. Di fatto, però, Kemp Smith osserva che il riferimento a Copernico non è tanto legato all'eliocentrismo quanto alla spiegazione in capo all'osservatore del moto apparente degli astri.
Karl Popper, nel sottolineare che i sistemi copernicano e newtoniano ebbero grande influenza sul pensiero di Kant, rimarca come dalla sua corrispondenza è possibile evincere che fu il problema cosmologico a spingerlo alla questione gnoseologica e alla redazione della prima Critica. Sarebbe stato proprio ragionando della questione dell'inizio temporale del mondo che Kant si imbatté in una delle antinomie poi trattate nella Dialettica trascendentale.

### Introduzione alla seconda edizione
Mentre l'introduzione alla prima edizione è assai breve (solo due paragrafi), quella della seconda edizione consta di sette paragrafi (o sezioni). Di norma, gli studiosi si concentrano sull'introduzione del 1787.
L'introduzione alla seconda edizione parte da due punti fondamentali:
1. Ogni conoscenza incomincia con l'esperienza: "Rispetto al tempo [...] nessuna conoscenza che si trovi in noi precede l'esperienza"[128].
2. Non ogni conoscenza sorge dall'esperienza: "[...] la nostra conoscenza empirica [è] un composto di ciò che noi riceviamo mediante impressioni e di ciò che la nostra propria facoltà di conoscenza [...] fornisce da se stessa"[129].

Kant distingue quindi tra conoscenza empirica (empirische Erkenntniß) e conoscenza pura (reine Erkenntniß). Per far meglio comprendere la natura di questa "purezza", Kant ricorre ad una terminologia filosofica piuttosto antica, la distinzione tra a priori e a posteriori, che in lui assume un nuovo significato. Una conoscenza a priori, in Kant, prende corpo indipendentemente da ogni esperienza. Lo stesso senso comune non è mai privo di questo genere di conoscenza a priori: tutti, osserva Kant, sanno a priori che, se vengono scalzate le fondamenta di un edificio, questo crolla. Ma l'a priori kantiano ha un carattere diverso da quelle regole generali che hanno carattere di semplice "universalità empirica".
Nelle conoscenze a priori esistono quindi diversi gradi di purezza e anche un grado assoluto:
La conoscenza (e qui Kant non si riferisce solo alla conoscenza scientifica, ma alla conoscenza in generale) rappresenta in genere una mescolanza di elementi empirici e di atti costitutivi dell'oggetto operati dalla mente. Obbiettivo della Critica della ragion pura è isolare questo contributo della mente nella costruzione della conoscenza, cioè i principi a priori della conoscenza.
Per quanto a priori e "puro" non vadano confusi, lo stesso Kant in più occasioni li usa come sinonimi nel testo. Caratteristiche fondamentali di una conoscenza a priori sono la necessità e l'universalità. I contenuti dell'esperienza mostrano in genere che certe cose sono in un certo modo, ma non che non possano essere altrimenti. Una proposizione a priori dovrà invece essere necessaria, cioè non potrà che essere vera. L'esperienza ci mostra poi delle regolarità, ma nulla ci dice a proposito dell'universalità di queste regolarità, se esse siano cioè valide ovunque e sempre. Peraltro, se una metafisica trascendente risulta impossibile (è questo uno dei fondamentali risultati dall'intera operazione critica e della rivoluzione copernicano-kantiana), l'approccio di una metafisica immanente non dovrà dimostrare che attraverso le nostre conoscenze a priori noi riusciamo ad avanzare fino alle cose in sé stesse (cioè a ciò che è reale indipendentemente dall'osservatore), ma piuttosto come, in seno alle nostre conoscenze a priori, sia possibile produrre nuova conoscenza (non dunque puramente analitica) o, in altre parole, come sia possibile una conoscenza sintetica a priori. Tale problema è risolto da Kant in termini logici e non ontologici.
Secondo Kant, è "facile mostrare" che sussistano dei giudizi necessari e insieme universali, cioè puri a priori, e fa l'esempio delle proposizioni della matematica. Anche nell'uso più ordinario dell'intelletto, il concetto di causa presenta le caratteristiche di necessità e universalità. Questo concetto di causa andrebbe perso, se, come Hume, lo si riducesse allo stato d'animo d'attesa di un effetto che potrebbe anche non prodursi, pur in presenza di una causa di norma associata ad esso. Il fatto che Kant ritenga che la proposizione ogni mutamento deve avere una causa contenga "manifestamente il concetto della necessità del collegamento con un effetto, e il concetto dell'universalità rigorosa della regola" non sembra una seria minaccia alle argomentazioni di Hume. È però a questo punto che Kant scrive: "[...] senza aver bisogno di siffatti esempi per la dimostrazione della realtà di fondamentali proposizioni pure a priori nella nostra esperienza, si potrebbe provare che esse sono indispensabili per la possibilità dell'esperienza stessa, e fornire quindi una prova a priori".
È ciò che Kant cercherà di fare lungo il testo: provare che la conoscenza a priori è condizione di possibilità dell'esperienza. Inoltre, se resterà provato che i principi a priori della conoscenza sono condizione dell'esperienza, sarà anche vero che tali principi indicheranno i legittimi confini dell'uso della ragione. Nella sezione III dell'introduzione, Kant ritorna sui problemi che assediano la ragione e specifica che tre sono le questioni fondamentali che la attanagliano: Dio, la libertà e l'immortalità. La scienza che si occupa precipuamente di questi problemi è la metafisica. Poiché però le condizioni dell'esperienza definiscono anche i legittimi limiti dell'uso della ragione, bisognerà partire dal trattare tali condizioni. L'avvio dell'opera sarà dunque dedicato alla definizione delle condizioni dell'esperienza, trattate nella estetica trascendentale.
La sezione IV dell'introduzione è dedicata ad una nuova distinzione a proposito dei giudizi dopo quella tra giudizi a priori e giudizi a posteriori, quella cioè tra giudizi analitici e giudizi sintetici. Mentre la distinzione tra a priori e a posteriori riguarda l'origine delle conoscenze, quella tra giudizi analitici e giudizi sintetici riguarda il loro contenuto. I giudizi analitici consistono in una mera illustrazione di quanto già espresso (più o meno copertamente) dal soggetto del giudizio (così, ad esempio, "uno scapolo è un uomo non sposato"). Un giudizio è invece sintetico quando il predicato non è già parte del soggetto, pur essendo ad esso connesso. In questo senso, operare una sintesi significa appunto stabilire questa connessione. Il valore di verità dei giudizi analitici è determinabile in base al solo principio di non contraddizione (non così per i giudizi sintetici). Nei giudizi analitici, il predicato è identico ad almeno una parte del soggetto di cui si predica. Quanto ai giudizi sintetici a posteriori, in essi il predicato non è già contenuto nel soggetto, ma vi appartiene per accidens, in rapporto ad una specifica esperienza.
Ecco alcuni esempi di giudizi:
| Tipi di giudizio | Tipi di giudizio                                | Tipi di giudizio                                                                                          |
|                  | analitici                                       | sintetici                                                                                                 |
| ---------------- | ----------------------------------------------- | --- |
| a priori         | - {\displaystyle a=a} - {\displaystyle (a+b)>a} | - tutti i cambiamenti hanno una causa - {\displaystyle 7+5=12} - la linea più breve tra due punti è retta |
| a posteriori     | –––                                             | - tutti i corpi hanno peso - quel cavallo è bianco                                                        |

La sezione V tenta di mostrare come tutte le scienze teoretiche della ragione (aritmetica e geometria, ma anche fisica e metafisica) contengano giudizi sintetici a priori come principi (intendendo per "principi" ciò che governa l'attività di una facoltà).
Kant avvia il discorso dichiarando che "I giudizi matematici sono tutti quanti sintetici", un'affermazione che, stando al filosofo, è sfuggita a coloro che ritennero di ricavare le proposizioni fondamentali della matematica dal solo principio di non contraddizione. Osserva infatti Kant: "[...] una proposizione sintetica può certamente essere compresa sulla base del principio di contraddizione, ma solo in modo tale, che venga presupposta un'altra proposizione sintetica, onde la prima può essere dedotta. Per contro, una proposizione sintetica non potrà mai, in se stessa, essere compresa sulla base del principio di contraddizione". La proposizione {\displaystyle 7+5=12} potrebbe apparire come semplicemente analitica, ma "il concetto della somma di 7 e 5 non contiene null'altro, se non l'unione dei due numeri in uno solo: mediante ciò non viene affatto pensato quale sia quest'unico numero, che riunisce gli altri due. [...] io posso analizzare sinché voglio il mio concetto di una tale somma possibile, ma non ritroverò in esso il 12. Si deve uscir fuori da questi concetti, prendendo in aiuto l'intuizione che corrisponde ad uno dei due [...] ed aggiungendo così successivamente le unità del 5, dato nell'intuizione, al concetto del 7 [...] e vedo così sorgere il numero 12". E per ribadire che le proposizioni aritmetiche sono sempre sintetiche Kant fa l'esempio di una somma di due numeri molto grandi, per la quale non può bastare l'analisi dei concetti veicolati dai due numeri, ma è necessario il ricorso all'intuizione (Anschauung).
Anche i postulati della geometria sono sintetici. Riprendendo il primo postulato di Euclide (la linea più breve tra due punti è retta), Kant osserva che nel concetto di "retto" non è possibile rintracciare nulla che riguardi la quantità. Alcune proposizioni fondamentali presupposte dai geometri, come il principio di identità {\displaystyle a=a} o quello per cui {\displaystyle (a+b)>a} (cioè il tutto è maggiore della sua parte), sono analitiche e quindi "valide sulla base di semplici concetti". Queste proposizioni, però, "sono ammesse in matematica solo per il fatto che possono venir presentate nell'intuizione".
Anche la fisica e la metafisica contengono giudizi sintetici a priori. Per la fisica, "in tutti i mutamenti del mondo corporeo la quantità della materia rimane immutata" (proposizione sintetica in quanto nel concetto della materia manca la permanenza) o, ancora, "in ogni comunicazione di movimento azione e reazione devono essere sempre eguali tra loro".
Assunta l'esistenza di giudizi sintetici a priori, di una matematica pura e di una scienza naturale pura e descritta la metafisica come una ineludibile "disposizione naturale (metaphysica naturalis)", Kant pone i seguenti quesiti nella sezione VI:
- Come sono possibili giudizi a priori?
- Come è possibile la matematica pura?
- Come è possibile la scienza naturale pura (physica pura o rationalis)?
- Come è possibile la metafisica, in quanto disposizione naturale?

Tutte queste cose sono date e quindi è possibile chiedersi come siano possibili. E quanto alla metafisica, non ci si potrà accontentare di essa in quanto disposizione naturale. La questione deve essere posta in relazione ai limiti della metafisica come scienza: "dev'essere possibile, o estendere con sicurezza la nostra ragione pura, o porle delle barriere determinate e salde". Si aggiunge quindi un ulteriore interrogativo:
- Come è possibile la metafisica in quanto scienza?

Nella sezione VII, che chiude l'introduzione, descrive la propria filosofia come trascendentale.
Di questa filosofia trascendentale non fa parte che la ragione pura speculativa (non dunque quella pratica), in quanto "tutto ciò che è pratico, in quanto contiene dei motivi, si riferisce a sentimenti, i quali appartengono a fonti empiriche di conoscenza".
Alla fine della sezione VII, Kant distingue due forme di conoscenza, la sensibilità (Sinnlichkeit) e l'intelletto (Verstand), e passa a introdurre la prima parte dell'opera, che tratta l'estetica trascendentale.
La sensibilità è la capacità di ricevere rappresentazioni (Vorstellungen), mentre l'intelletto è la facoltà di pensare, articolata in concetti (Begriffe). Contrariamente alla tradizione aristotelica, Kant non distingue sensibilità e intelletto in base alla capacità dell'una di percepire il particolare e dell'altro di cogliere l'universale, ma in base al rispettivo funzionamento (la sensibilità è passiva e ricettiva, l'intelletto è attivo e spontaneo).

## Estetica trascendentale
Per estetica, Kant intende non la scienza del bello (che viene trattata nella Critica del giudizio), ma la dottrina della sensibilità (la parola estetica deriva dal greco αἴσθησις, 'sensazione', 'percezione', dal verbo αἰσθάνομαι, 'percepire').
L'estetica trascendentale (Transscendentale Aesthetik) è la "scienza di tutti i principi a priori della sensibilità" o, in altre parole, lo studio delle condizioni a priori della capacità di sentire (αἴσθησις). Questi elementi a priori della sensibilità sono separati per astrazione tanto dalle sensazioni quanto dai concetti.
In questa parte dell'opera, Kant analizza le condizioni a priori che rendono possibile l'intuizione sensibile. Kant ritiene che esistano solo due forme pure a priori della sensibilità: spazio e tempo; il primo è la forma dell'intuizione sensibile esterna, il secondo è la forma dell'intuizione sensibile interna. Entrambi sono forme dell'intuizione e non concetti.
Spazio e tempo non sono, secondo Kant, né sostanze esistenti indipendentemente dagli oggetti e dalle loro relazioni né mere relazioni o determinazioni di oggetti in sé non spazio-temporali.
Obbiettivo di fondo dell'estetica trascendentale è mostrare che:
- due sono le forme pure dell'intuizione sensibile (dette anche intuizioni pure): spazio e tempo;
- le nostre rappresentazioni di spazio e tempo non derivano né da sensazioni né da giudizi;
- spazio e tempo possono essere analizzati senza riguardo all'esperienza sensibile;
- lo spazio (e così il tempo) è omogeneo, ubiquo, singolare e illimitato;
- spazio e tempo non sono proprietà delle cose in sé, ma caratteristiche formali della nostra esperienza;
- le forme dell'intuizione sono soggettive, nel senso che appartengono al soggetto, ma poiché sono condizione di tutte le intuizioni possibili esse hanno validità necessaria e universale, cioè sono in tal senso oggettive;
- le apparenze non sono illusioni: spazio e tempo sono reali empiricamente e ideali trascendentalmente;
- la conoscenza consiste di intuizioni sinteticamente combinate con concetti e dunque la conoscenza è limitata a ciò che può essere intuito;
- dentro questi limiti, ogni scetticismo radicale risulta superato dalla conoscenza a priori di spazio e tempo come struttura fondamentale della realtà.

## Logica trascendentale
Kant distingue la Logica in logica generale che è quella aristotelica e logica trascendentale come quella oggetto della sua trattazione riguardante il nostro modo di conoscere trascendentale nel senso cioè non riferito agli oggetti di conoscenza ma al «nostro modo di conoscerli, in quanto possibile a priori».
A differenza della logica generale questa logica kantiana vuole analizzare le possibilità di conoscere tramite gli a priori riferiti agli oggetti.
La logica trascendentale si compone delle seguenti parti:
- Analitica trascendentale, la pars construens della logica, che è suddivisa in due libri: Analitica dei concetti e Analitica dei principi, in cui si tratta della logica presieduta dall'intelletto;
- Dialettica trascendentale, la pars destruens, in cui si tratta della logica della apparenza dove opera la ragione. La ragione non è altro che l'attività dell'intelletto tesa a unificare i dati ma andando al di là dell'esperienza in generale, formando l'idea di anima (come unificazione della totalità dei dati del senso interno), l'idea di mondo (come unificazione della totalità dei dati del senso esterno), l'idea di Dio (come unificazione della totalità dei dati del senso interno ed esterno). Tali idee, di per sé, sono inevitabili, e hanno la funzione di essere principi regolativi, ossia di stimolare sempre più la conoscenza scientifica, ma considerate come fonte di conoscenza metafisica (dell'anima e della sua immortalità, del mondo nella sua origine composizione e finalità, dell'esistenza di un ente perfettissimo, necessario e eterno) non hanno alcuna legittimità. La metafisica, dunque, non è possibile come scienza.

## Dottrina trascendentale del metodo
La seconda parte della Critica della ragion pura assomma a circa un sesto dell'intera opera. Contiene quattro sezioni: tra queste, la prima mira a confrontare il modo in cui matematica e filosofia provano i rispettivi assunti e la seconda accenna al rapporto tra ragione speculativa e ragione pratica.

## Traduzioni

### Traduzioni italiane
Complete

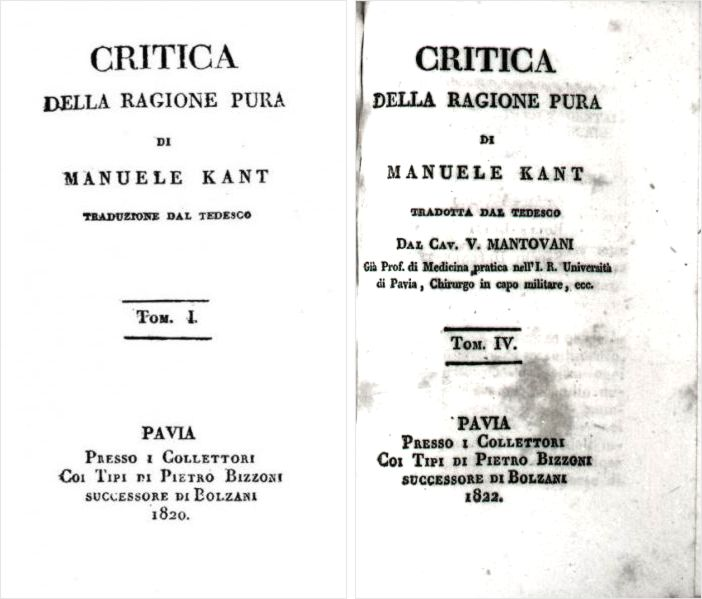
Frontespizio dei voll. I e IV della prima traduzione in italiano della Critica della ragione pura (1820-22)

- Critica della ragione pura, traduzione di Vincenzo Mantovani, Pavia, Pietro Bizzoni, 1820-22.[161]
- Critica della ragione pura, traduzione di Giovanni Gentile e Giuseppe Lombardo Radice, Laterza, 1909-1910. - II ed. riveduta, Laterza, 1919-1921; ed. riveduta da Vittorio Mathieu, Laterza, 1959.
- Critica della ragione pura, Introduzione, traduzione e note di Giorgio Colli, Torino, Einaudi, 1957. - nuova ed. riveduta con le varianti, Milano, Adelphi, 1976.
- Critica della ragion pura, traduzione di Pietro Chiodi, Collezione Classici della filosofia n.1, Torino, UTET, 1967.
- Critica della ragione pura, a cura di Anna Maria Marietti, Collana Classici moderni, Milano, BUR, 1998.
- Critica della ragion pura, traduzione di Costantino Esposito, Collezione Il pensiero occidentale, Milano, Bompiani, 2004, ISBN 978-88-452-3323-4.

Parziali
- Critica della ragion pura: estratti, trad., introduzione e note di Gustavo Bontadini, Brescia, La Scuola Editrice, 1958. - XII ed., Brescia, Scholé, 2020, ISBN 978-88-284-0185-8.
- Critica della ragion pura, traduzione di Barnaba Maj, scelta, introduzioni e note di Italo Cubeddu, Firenze, Le Monnier, 1981.

### Traduzioni inglesi
- Critique of pure reason, tradotta e curata da Paul Guyer e Allen W. Wood, Cambridge, Cambridge University Press, 1998.